# 翻訳支援ツール
翻訳支援ツール（ほんやくしえんツール、CATツール）は、翻訳を行う者（翻訳者）がより高品質な翻訳を効率的に行うために使用するソフトウェアの総称。具体例として、用語集、過去の翻訳例をデータベースに蓄積して参照可能にする翻訳メモリがある。人間によるポストエディットを前提として、機械翻訳システムを用いることも行われる。この他、翻訳者が翻訳に当たって背景情報を調査する際、効率的に文献の大意をつかむために機械翻訳を利用する場合がある。その他、翻訳を支援するために自然言語処理技術が使われることがある。
翻訳支援ツールの導入はソフトウェアのユーザインタフェースや説明書のローカライゼーションで先行した。
翻訳支援ツールは人間が翻訳する際に使う道具であり、人間の翻訳者を代替するものではない。